# Krzysztof von Houwald
Krzysztof von Houwald (ur. 20 grudnia 1601 w Grimmie; zm. 29 listopada 1661 w Straupitz) – generał szwedzki, saski, polski i brandenburski.
Krzysztof był synem saskiego sukiennika. Rozpoczął karierę wojskową po ukończeniu gimnazjum w Halle (Saale) w 1613. Pomiędzy rokiem 1616 a 1618 zaciągnął się jako muszkieter w armii cesarskiej, potem saskiej, u Ernesta von Mansfelda, u księcia Brunszwiku, a w 1624 r. przeszedł na służbę Szwecji. Awansował stopniowo w Niebieskim Regimencie: został porucznikiem w 1625 r., kapitanem w 1627 r., majorem w 1629 r., a podpułkownikiem w 1630. W maju tego roku uzyskał szwedzkie szlachectwo. Zimą 1631/1632 r. w nagrodę za zdobycie z własnej inicjatywy wrogiej twierdzy został mianowany pułkownikiem nowego regimentu piechoty i nowego regimentu jazdy. Kiedy po bitwie pod Nördlingen w 1634 r. jego regiment został rozwiązany, udał się na służbę saską jako generał-major. W latach 1635–1654 służył w wojsku polskim. W 1635 był komendantem garnizonu w Gdańsku. W 1648 zakupił Małdyty, Zajezierze, Fiugajki i Czulpę. Jako generał major brał udział w bitwach pod Zborowem w 1649 i pod Beresteczkiem w 1651 po stronie polskiej. Po bitwach otrzymał polski indygenat. W 1652 nabył Drynki i Pozorty, a w 1655 Straupitz na Dolnych Łużycach. Zmarł w swym majątku w Straupitz w 1661 i został tu pochowany w ufundowanym przez siebie kościele w 1662. Z wyznania był ewangelikiem.
Jego prawnukiem był Krzysztof Willibald Henryk von Houwald – szambelan króla Augusta II Mocnego.